# 陳必先
陳必先（英語：Chen Pi-hsien，1950年11月15日—），臺灣女性鋼琴演奏家。

## 生平
陳必先的父親陳履鰲，是中國浙江省義烏市義亭鎮杭疇村人，1948年隨工作的國防醫學院來臺，陳必先共有六姐弟，排行第四。5歲開始學習鋼琴，9歲受鄧昌國的幫助至德國國立科隆音樂學院接受音樂教育 ，1970年畢業，在慕尼黑鋼琴比賽獲獎，1972年參加於布魯塞爾舉行的伊莉莎白大賽得獎，1974年獲21屆ARD慕尼黑鋼琴大賽首獎，之後，又奪得「德国勋伯格国际大赛」的首獎及美國「巴赫國際比賽」的首獎。曾受邀在許多國際知名的都市如：倫敦、柏林、慕尼黑、蘇黎世、阿姆斯特丹、東京演出，也和許多樂團和指揮家合作，包括：倫敦交響樂團、BBC交響樂團、皇家音乐厅管弦乐团、苏黎世音乐厅管弦乐团等，也曾和許多指揮家包括：伯納德·海廷克、科林·戴維斯、讓·馬蒂儂、夏爾·杜特華等人合作演出。目前在德國國立弗萊堡音樂大學任教，並居住於德國。

## 家族
其弟陳宏寬，也是一名鋼琴演奏家。

## 外部連結
- 臺灣音樂群像 陳必先 （页面存档备份，存于）
- 台灣旅德鋼琴家陳必先專訪「當我彈鋼琴時，我處於一個完好的世界之中」  （页面存档备份，存于）